# Weberocereus rosei
Weberocereus rosei ist eine Pflanzenart in der Gattung Weberocereus aus der Familie der Kakteengewächse (Cactaceae). Das Artepitheton rosei ehrt den US-amerikanischen Botaniker Joseph Nelson Rose.

## Beschreibung
Weberocereus rosei wächst lithophytisch mit anfangs aufsteigenden bis aufrechten und später hängenden, von der Basis verzweigenden Trieben. Die Triebe sind an ihrer Basis auf einer Länge von 1 bis 5 Zentimeter drehrund, daran anschließend sind sie abgeflacht. Sie sind bis zu 90 Zentimeter und mehr lang, 4 bis 8 Zentimeter breit und besitzen eine hervorstehende Mittelrippe. Die Triebränder sind ausgenommen, die Lappen 3 bis 6 Millimeter hoch. Die auf den Trieben befindlichen Areolen sind kaum bewollt. Es sind bis zu sieben nadelige, steife, weiße bis dunkelbraune Dornen vorhanden, die 1 bis 4 Millimeter lang sind.
Die röhren- bis trichterförmigen, grünlich cremefarbenen bis etwas rosafarbenen, kaum duftenden Blüten erscheinen einzeln in der Nähe der Triebspitzen und sind 5,5 bis 7 Zentimeter lang. Ihr gehöckertes Perikarpell ist mit Schuppen und zahlreichen Dornen besetzt. Die magentafarbenen Früchte besitzen eine Länge von 4,5 Zentimeter. Ihr Fruchtfleisch ist weiß.

## Verbreitung, Systematik und Gefährdung
Weberocereus rosei ist in Ecuador in den Provinzen Los Ríos, Chimborazo und Cañar in Höhenlagen von 700 bis 1000 Metern verbreitet.
Die Erstbeschreibung als Eccremocactus rosei erfolgte 1962 durch Myron William Kimnach. Franz Buxbaum stellte die Art 1978 in die Gattung Weberocereus. Ein weiteres nomenklatorisches Synonym ist Cryptocereus rosei (Kimnach) Backeb. (1963).
In der Roten Liste gefährdeter Arten der IUCN wird die Art als „Data Deficient (DD)“, d. h. mit keinen ausreichenden Daten geführt.

## Nachweise